# Пуленк, Франсис
Франси́с Жан Марсе́ль Пуле́нк (фр. Francis Jean Marcel Poulenc; 7 января 1899, Париж — 30 января 1963, там же) — французский композитор, пианист, критик, виднейший из участников французской «Шестёрки».
Ранние произведения Пуленка, принёсшие ему известность, искрятся жизнерадостностью и дерзким юмором. С 1936 года композитор чередовал лёгкие, ироничные произведения с религиозной музыкой, в которой выступила его более глубокая, серьёзная сторона. К числу его высших свершений относятся оперы «Диалоги кармелиток» (1957) и «Человеческий голос» (1959). Долгое время его духовные сочинения оставались в тени, и лишь в XXI веке они вышли на первый план.

## Биография
Из богатой семьи фабрикантов. Как вспоминал музыкант, семья по отцовской линии отличалась глубокими религиозными взглядами, но «без малейшего догматизма». Брат его прадеда, Жозеф Пуленк, был кюре церкви Иври-сюр-Сен, троюродный брат — францисканским монахом. Отец композитора, Эмиль Пуленк, также был человеком набожным, в то время как для его супруги, Женни Руайе, религиозность была лишь частью хорошего воспитания. И когда в возрасте 18 лет Франсис остался сиротой, влияние матери для него оказалось сильнее: юный Пуленк на время забывает о церкви.
В 1910 году из-за наводнения в Париже семья перебралась в Фонтенбло. Там Франсис случайно купил «Зимний путь» Шуберта — произведение, по его признанию, сыгравшее немаловажную роль в решении стать музыкантом.
Ученик Ш. Кеклена (композиция) и Р. Виньеса (фортепиано); влияние последнего Пуленк считал определяющим. В начале 1920-х гг. участник творческого содружества «Шестёрка». Испытал сильнейшее влияние Эрика Сати и Жана Кокто, в меньшей степени — Э. Шабрие, И. Ф. Стравинского, К. Дебюсси, М. Равеля; выступал с докладами о творчестве М. П. Мусоргского. В 1924 году отношения между Пуленком и Сати были навсегда прерваны «вследствие возникших расхождений в эстетических взглядах».
Пуленк был близко знаком с Сергеем Прокофьевым. Так, В. Чемберджи, опираясь на воспоминания Лины Прокофьевой, пишет: «Сергей особенно дружил с Франсисом Пуленком. Оба обожали шахматы и бридж. Перед исполнением своих концертов Прокофьев всегда репетировал их с Пуленком на двух роялях: Первый, Второй, Третий и Пятый концерты для фортепиано с оркестром они проигрывали целиком — Пуленк исполнял партию оркестра. Для Прокофьева это было необходимым повторением перед исполнением, для Пуленка — прекрасным музицированием с композитором, которого он ценил чрезвычайно высоко». В переписке с В. Держановским русский композитор предлагал к исполнению в СССР Концерт для клавесина с оркестром Пуленка. Уже после смерти Прокофьева, в 1962 году Пуленк написал Сонату для гобоя и фортепиано и посвятил её памяти Сергея Прокофьева.
До 1931 года композитор состоял в романтической связи с художником Ришаром Шанлером, которому посвятил свой «Сельский концерт». Также был тайно влюблён в Раймонду Линосье, с которой был дружен с детства, но она внезапно умерла в 1930 году. В 1946 году у него родилась дочь Мари-Анж от мимолётной связи с Фредерикой Лебедефф; он признал своё отцовство и оставил ей бо́льшую часть своего состояния. В конце жизни наиболее близким ему человеком была племянница (и секретарь) — пианистка Брижитт Мансо.
Пуленк часто сам исполнял фортепианные партии своих произведений — например, на сцене Карнеги-холла в 1948 и 1950 годах. Начиная с 1933 года много выступал как аккомпаниатор вместе с певцом Пьером Бернаком, на голос которого были рассчитаны многие из его 160 песен (mélodies). На склоне жизни композитора место Бернака заняла певица Дениз Дюваль.
В августе 1936 года в автокатастрофе погиб один из его коллег — композитор Пьер-Октав Ферру. Имея очень впечатлительный характер, Пуленк буквально впадает в оцепенение: «размышляя о такой бренности нашей физической оболочки, я вновь возвратился к духовной жизни». Его память воскрешает рассказы отца о знаменитом месте паломничества недалеко от Авейрона. И в поисках душевного успокоения, композитор отправляется туда, в Рокамадур, который был издавна известен среди паломников как обитель чудотворной и таинственной Чёрной Девы — статуи Мадонны, имеющей, в отличие от привычных канонов, чёрный цвет лица и рук. Этот образ произвёл на композитора неизгладимое впечатление, а чёрная мадонна стала неизменной покровительницей композитора, под защиту которой он ставил многие свои произведения. После возвращения из Рокамадура композитор начинает сочинять хоровую музыку в католической традиции.

В начале Второй мировой войны Пуленк был призван в армию, в зенитное соединение, и к моменту перемирия — июнь 1940 — оказался в Бордо. В годы оккупации в его творчестве ярко выступают патриотические мотивы. Уже через месяц после того как в Париже приняли немецкую капитуляцию, по радио прозвучала кантата для двойного хора a cappella на стихи Поля Элюара (поэт тайно под вымышленным именем переправил их Пуленку) — «Лик человеческий», которую композитор втайне подготовил и партитуру которой с гордостью выставил в окне своего дома рядом с национальным флагом ко дню освобождения, а на титульном листе написал следующие строки: «Посвящаю Пабло Пикассо, работой и жизнью которого восхищаюсь». 
Умер 30 января 1963 года от сердечного приступа. Похоронен на кладбище Пер-Лашез.

## Избранные музыкальные сочинения
Полный список сочинений Пуленка  см. в английской Википедии

### Оперы
- Груди Терезия (Париж, 1947)
- Диалоги кармелиток (Милан, 1957)
- Человеческий голос (моноопера; Париж, 1959)

### Балеты
- Лани (фр. Les Biches; Париж, 1924)[16],
- Примерные звери (фр. Les Animaux modèles; Париж, 1942).

### Кантаты. Хоровая музыка
- Бал-маскарад (фр. Le Bal masqué). Кантата для баритона (или меццо-сопрано) и инструментального ансамбля (1932)
- Маленькие голоса (Petites voix), для женского или детского хора (1936)
- Литании Чёрной мадонне (фр. Litanies à la vierge noire), для женского хора и органа (1936, 2-я ред. 1947)
- Засуха (фр. Sécheresses), кантата для хора с оркестром (1937)
- Месса G-dur[17], для смешанного хора a cappella (1937)
- Четыре покаянных мотета, для смешанного хора a cappella (1939)
- Лик человеческий (фр. Figure humaine), кантата для двойного смешанного хора a cappella (1943)
- Четыре маленькие молитвы Святого Франциска Ассизского, для мужского хора a cappella (1948)
- Stabat Mater, для сопрано и хора с оркестром (1950)
- Четыре рождественских мотета, для смешанного хора a cappella (1952)
- Семь респонсориев Тёмной утрени (фр. Sept répons des Ténèbres), для хора с оркестром (1962)

### Инструментальные концерты
- Утренняя серенада (фр. Aubade). Хореографический концерт для фортепиано и 18 инструментов (1929)
- Сельский концерт (фр. Concert champêtre), для клавесина с оркестром (1928)
- Концерт для двух фортепиано с оркестром (1932)
- Концерт для органа, струнного оркестра и литавр (1938)
- Концерт для фортепиано с оркестром (1949)

### Камерная инструментальная музыка
- Негритянская рапсодия для фортепиано, флейты, кларнета, струнного квартета и голоса (1917)
- Два марша и интермедия для камерного оркестра (1938)
- Французская сюита по Клоду Жервезу для ансамбля духовых, клавесина и ударных (Бургундский бранль, Павана, Маленький военный марш, Жалобная песня, Шампанский бранль, Сицилиана, Перезвон) (1935)
- Соната для виолончели и фортепиано (1940-48)
- Соната для скрипки и фортепиано (1943)
- Соната для двух фортепиано (1952-53)
- Соната для флейты и фортепиано (1956)
- Соната для кларнета и фортепиано (1962)
- Соната для гобоя и фортепиано (1962)
- Секстет для флейты, гобоя, кларнета, валторны, фагота и фортепиано

### Вокальные циклы, романсы и песни
- Бестиарий (стихи Аполлинера, 1919)
- Кокарды (стихи Кокто, 1919; 2-я ред. для сопрано и инструментального ансамбля, 1939)
- Пять романсов на стихи Ронсара (1925)
- Озорные песни (фр. Chansons gaillardes, 1925)
- Романсы и песни (фр. mélodies): «Путешествие в Париж», «Монпарнас», «Тореадор», песня (фр. chanson) «Тропы любви» (фр. Les chemins de l'Amour, 1940) и др.

## Литературные сочинения
- Emmanuel Chabrier. Paris, 1961; Engl. translation, 1981
- Journal de mes mélodies. Paris: Cicero, 1964; rev. 2/1993 by R. Machart. Engl. translation: 1985 (с дискографией). Рус. перевод: Дневник моих песен. Я и мои друзья. Москва, 2005; J'écris ce qui me chante: écrits et entretiens, ed. by Nicolas Southon. Paris: Fayard, 2011 (переиздание "Дневника", статьи, избранные письма)
- Письма / пер. с фр. Е. Гвоздевой, Г. Филенко; ред., вступ. ст. и коммент. Г. Филенко. Ленинград, 1970.
- À bâtons rompus (écrits radiophoniques, Journal de vacances, Feuilles américaines), ed. by Lucie Kayas. Arles: Actes Sud, 1999 (сб. статей и интервью Пуленка)